# Élections législatives de 2012 dans le Jura
Les élections législatives françaises de 2012 se déroulent les 10 et 17 juin 2012. Dans le département du Jura, non concerné par le redécoupage électoral, trois députés sont à élire dans le cadre de trois circonscriptions.

## Élus
|   | Circonscription | Député sortant         |  | Parti | Député élu ou réélu    |  | Parti |
| - | --------------- | ---------------------- |  | ----- | ---------------------- |  | ----- |
| = | 1re             | Jacques Pélissard      |  | UMP   | Jacques Pélissard      |  | UMP   |
| = | 2e              | Marie-Christine Dalloz |  | UMP   | Marie-Christine Dalloz |  | UMP   |
| = | 3e              | Jean-Marie Sermier     |  | UMP   | Jean-Marie Sermier     |  | UMP   |

## Résultats

### Résultats à l'échelle du département
| Parti          | Parti                              | Premier tour | Premier tour | Second tour | Second tour | Sièges |
| Parti          | Parti                              | Voix         | %            | Voix        | %           | Sièges |
| -------------- | ---------------------------------- | ------------ | ------------ | ----------- | ----------- | ------ |
|                | Union pour un mouvement populaire  | 45 153       | 38,65        | 60 130      | 53,20       | 3      |
|                | Parti radical                      | 2 989        | 2,56         |             |             | 0      |
|                | Divers droite dont DLR, PCD        | 1 203        | 1,03         | 0           |             |        |
|                | Droite parlementaire               | 49 345       | 42,24        | 60 130      | 53,20       | 3      |
|                |                                    |              |              |             |             |        |
|                | Parti socialiste dont PRG          | 33 071       | 28,31        | 52 894      | 46,80       | 0      |
|                | Europe Écologie Les Verts          | 3 170        | 2,71         |             |             | 0      |
|                | Divers gauche dont MRC             | 375          | 0,32         | 0           |             |        |
|                | Majorité présidentielle            | 36 616       | 31,34        | 52 894      | 46,80       | 0      |
|                |                                    |              |              |             |             |        |
|                | Front national                     | 14 465       | 12,38        |             |             | 0      |
|                | Front de gauche                    | 12 745       | 10,91        | 0           |             |        |
|                | Extrême gauche dont LO, NPA et POI | 1 446        | 1,24         | 0           |             |        |
|                | Divers écologiste dont MÉI et AÉI  | 1 337        | 1,14         | 0           |             |        |
|                | Mouvement démocrate                | 669          | 0,57         | 0           |             |        |
|                | Divers                             | 208          | 0,18         | 0           |             |        |
|                |                                    |              |              |             |             |        |
| Inscrits       | Inscrits                           | 188 364      | 100,00       | 188 350     | 100,00      | 3      |
| Abstentions    | Abstentions                        | 69 787       | 37,05        | 71 742      | 38,09       |        |
| Votants        | Votants                            | 118 577      | 62,95        | 116 608     | 61,91       |        |
| Blancs et nuls | Blancs et nuls                     | 1 746        | 1,47         | 3 584       | 3,07        |        |
| Exprimés       | Exprimés                           | 116 831      | 98,53        | 113 024     | 96,93       |        |

### Résultats par circonscription

#### Première circonscription (Lons-le-Saunier)
| Candidat       | Candidat                        | Parti          | Premier tour | Premier tour | Second tour | Second tour |  |
| Candidat       | Candidat                        | Parti          | Voix         | %            | Voix        | %           |  |
| -------------- | ------------------------------- | -------------- | ------------ | ------------ | ----------- | ----------- |  |
|                | Jacques Pélissard sortant réélu | UMP            | 16 718       | 40,91        | 20 912      | 52,14       |  |
|                | Danielle Brulebois              | PS             | 13 459       | 32,94        | 19 193      | 47,86       |  |
|                | Jean-Pierre Mouget              | RBM (FN)       | 4 873        | 11,93        |             |             |  |
|                | Nelly Faton                     | FG (PCF)       | 2 513        | 6,15         |             |             |  |
|                | Patrice Bau                     | EÉLV (MÉI)     | 1 640        | 4,01         |             |             |  |
|                | Cécile Duneufgermain            | DLR            | 446          | 1,09         |             |             |  |
|                | Arnaud Deborne                  | MRC            | 375          | 0,92         |             |             |  |
|                | Sylvie Bourgey                  | AÉI            | 303          | 0,74         |             |             |  |
|                | Aline Carton                    | NPA            | 218          | 0,53         |             |             |  |
|                | Gérard Lacroix                  | Divers         | 208          | 0,51         |             |             |  |
|                | Odile Koller                    | LO             | 108          | 0,26         |             |             |  |
|                |                                 |                |              |              |             |             |  |
| Inscrits       | Inscrits                        | Inscrits       | 65 069       | 100,00       | 65 053      | 100,00      |  |
| Abstentions    | Abstentions                     | Abstentions    | 23 563       | 36,21        | 23 748      | 36,51       |  |
| Votants        | Votants                         | Votants        | 41 506       | 63,79        | 41 305      | 63,49       |  |
| Blancs et nuls | Blancs et nuls                  | Blancs et nuls | 645          | 1,55         | 1 200       | 2,91        |  |
| Exprimés       | Exprimés                        | Exprimés       | 40 861       | 98,45        | 40 105      | 97,09       |  |

#### Deuxième circonscription (Saint-Claude)
| Candidat       | Candidat                               | Parti                    | Premier tour | Premier tour | Second tour | Second tour |  |
| Candidat       | Candidat                               | Parti                    | Voix         | %            | Voix        | %           |  |
| -------------- | -------------------------------------- | ------------------------ | ------------ | ------------ | ----------- | ----------- |  |
|                | Marie-Christine Dalloz sortante réélue | UMP                      | 12 248       | 37,15        | 16 915      | 54,61       |  |
|                | Raphaël Perrin                         | PRG (PS)                 | 8 496        | 25,77        | 14 060      | 45,39       |  |
|                | Francis Lahaut                         | FG (PCF) (Divers gauche) | 3 893        | 11,81        |             |             |  |
|                | Josette Devarieux-Deltombe             | RBM (FN)                 | 3 549        | 10,76        |             |             |  |
|                | François Godin                         | PRV                      | 2 989        | 9,06         |             |             |  |
|                | Dominique Biichle                      | MÉI (EÉLV)               | 1 034        | 3,14         |             |             |  |
|                | Sylvie Desfilhes                       | DLR                      | 422          | 1,28         |             |             |  |
|                | Alain Lorenzati                        | NPA                      | 197          | 0,60         |             |             |  |
|                | Isabelle Marchal                       | LO                       | 145          | 0,44         |             |             |  |
|                |                                        |                          |              |              |             |             |  |
| Inscrits       | Inscrits                               | Inscrits                 | 54 974       | 100,00       | 54 978      | 100,00      |  |
| Abstentions    | Abstentions                            | Abstentions              | 21 523       | 39,15        | 23 042      | 41,91       |  |
| Votants        | Votants                                | Votants                  | 33 451       | 60,85        | 31 936      | 58,09       |  |
| Blancs et nuls | Blancs et nuls                         | Blancs et nuls           | 478          | 1,43         | 961         | 3,01        |  |
| Exprimés       | Exprimés                               | Exprimés                 | 32 973       | 98,57        | 30 975      | 96,99       |  |

#### Troisième circonscription (Dole)
| Candidat       | Candidat                         | Parti          | Premier tour | Premier tour | Second tour | Second tour |  |
| Candidat       | Candidat                         | Parti          | Voix         | %            | Voix        | %           |  |
| -------------- | -------------------------------- | -------------- | ------------ | ------------ | ----------- | ----------- |  |
|                | Jean-Marie Sermier sortant réélu | UMP            | 16 187       | 37,65        | 22 303      | 53,17       |  |
|                | Sylvie Laroche                   | PS             | 11 116       | 25,85        | 19 641      | 46,83       |  |
|                | Patrick Viverge                  | FG (PG) (PCF)  | 6 339        | 14,74        |             |             |  |
|                | Ghislaine Fraisse                | RBM (FN)       | 6 043        | 14,05        |             |             |  |
|                | Ako Hamdaoui                     | EÉLV (MÉI)     | 1 530        | 3,56         |             |             |  |
|                | Marie-Thérèse Brocard            | CpF (MoDem)    | 669          | 1,56         |             |             |  |
|                | Michèle Philippon                | DLF            | 335          | 0,78         |             |             |  |
|                | Nicolas Gomet                    | NPA            | 324          | 0,75         |             |             |  |
|                | Dominique Revoy                  | LO             | 231          | 0,54         |             |             |  |
|                | Jacques Berthault                | POI            | 223          | 0,52         |             |             |  |
|                |                                  |                |              |              |             |             |  |
| Inscrits       | Inscrits                         | Inscrits       | 68 321       | 100,00       | 68 319      | 100,00      |  |
| Abstentions    | Abstentions                      | Abstentions    | 24 701       | 36,15        | 24 952      | 36,52       |  |
| Votants        | Votants                          | Votants        | 43 620       | 63,85        | 43 367      | 63,48       |  |
| Blancs et nuls | Blancs et nuls                   | Blancs et nuls | 623          | 1,43         | 1 423       | 3,28        |  |
| Exprimés       | Exprimés                         | Exprimés       | 42 997       | 98,57        | 41 944      | 96,72       |  |

## Résultats de la présidentielle dans les circonscriptions et prévisions électorales
| Circonscriptions | François Hollande | Nicolas Sarkozy | Député(e)              |
| ---------------- | ----------------- | --------------- | ---------------------- |
| 1re              | 50,38 %           | 49,62 %         | Jacques Pélissard      |
| 2e               | 45,40 %           | 54,60 %         | Marie-Christine Dalloz |
| 3e               | 51,74 %           | 48,26 %         | Jean-Marie Sermier     |

D'après des prévisions du journal Le Monde, les deux premières circonscriptions seraient acquises à la droite tandis que la troisième serait favorable à la gauche.